# Daniel Seidenglanz
Daniel Seidenglanz (24. července 1977 Šumperk – 12. července 2021 Brno) byl český geograf působící na Masarykově univerzitě v Brně. Specializoval se na geografii dopravy, s obzvláštním zájmem o dopravu železniční.
Roku 2000 absolvoval magisterské studium geografie na Geografickém ústavu Přírodovědecké fakulty MU, a roku 2007 tamtéž obhájil doktorskou disertaci na téma „Dopravní charakteristiky venkovského prostoru“. Po zbytek života pracoval na tomto ústavu jako odborný asistent a přednášel témata humánní geografie, zejména týkající se dopravy a mobility, která byla také předmětem jeho výzkumné, publikační a školitelské činnosti.
Byl hlavním řešitelem projektů GA ČR na téma „Letecká doprava a její změny v ČR a v regionu střední Evropy“ (2009–11) a „Prostorová nespravedlnost automobilitních technologií“ (2017–19), a členem týmu v řadě dalších. Byl též členem redakční rady časopisu Bulletin of Geography.
Zemřel náhle a předčasně ve věku nedožitých 44 let.

## Vybrané publikace
- Železnice v Evropě a evropská dopravní politika (Brno 2006, ISBN 80-210-4221-4)
- Transport geography in the Czech Republic and Slovakia. Journal of Transport Geography. Oxford: Elsevier, 2014, roč. 41, December, s. 350-352. ISSN 0966-6923. doi:10.1016/j.jtrangeo.2014.09.001.
- SEIDENGLANZ, Daniel, Filip CHVÁTAL a Kateřina NEDVĚDOVÁ. Comparison of Urban and Suburban Rail Transport in Germany and in the Czech Republic. Národohospodářský obzor. Masarykova univerzita; De Gruyter Open Ltd, 2014, roč. 14, č. 2, s. 165-194. ISSN 1213-2446. doi:10.2478/revecp-2014-0009.
- SEIDENGLANZ, Daniel, Tomáš NIGRIN a Jiří DUJKA. Regional railway transport in Czech, Austrian and German decentralised and regionalised transport markets. Národohospodářský obzor – Review of Economic Perspectives. Brno: Masaryk University, 2015, roč. 15, č. 4, s. 431-450. ISSN 1213-2446. doi:10.1515/revecp-2015-0029.
- SEIDENGLANZ, Daniel, Martin KVIZDA, Tomáš NIGRIN, Zdeněk TOMEŠ a Jiří DUJKA. Czechoslovak light rail - Legacy of socialist urbanism or opportunity for the future? Journal of Transport Geography. Oxford: Elsevier, 2016, roč. 54, June, s. 414-429. ISSN 0966-6923. doi:10.1016/j.jtrangeo.2016.02.011.